# Gerichtsbezirk Fünfhaus
Der Gerichtsbezirk Fünfhaus ist einer von zwölf Gerichtsbezirken in Wien und umfasst die Wiener Gemeindebezirke Penzing und Rudolfsheim-Fünfhaus. Unmittelbar übergeordnete Gerichte zweiter Instanz sind – abhängig von der zu behandelnden Rechtsmaterie – das Landesgericht für Zivilrechtssachen Wien und das Landesgericht für Strafsachen Wien.
Nach dem Anschluss Österreichs 1939 wurde das Gericht in Amtsgericht Fünfhaus umbenannt und war nun dem Landgericht Wien nachgeordnet. 1945 erhielt es wieder den Namen Bezirksgericht.